# كلية الآداب والعلوم الإنسانية (عين الشق)
كلية الآداب والعلوم الإنسانية عين الشق هي مؤسسة جامعية مغربية تابعة لجامعة الحسن الثاني بالدار البيضاء. أُحدثت الكلية بتاريخ 27 أكتوبر 1981، وتُعد من بين أهم مؤسسات التعليم العالي في مجال العلوم الإنسانية والاجتماعية بالمغرب.
تُوفّر الكلية برامج تكوين أكاديمية على ثلاث مستويات:
- الإجازة (البكالوريوس).
- الماستر (الماجستير).
- الدكتوراه (الدراسات العليا المعمّقة والبحث العلمي).

## التخصصات المتوفرة في الكلية
تقدم كلية الآداب والعلوم الإنسانية بعين الشق 13 تخصصا:
| تكوينات الإجازة الأساسية |
| ------------------------ |
| الدراسات الألمانية       |
| الدراسات الإنجليزية      |
| الدراسات العربية         |
| الدراسات الصينية         |
| الدراسات الفرنسية        |
| الدراسات الإسبانية       |
| الدراسات الإسلامية       |
| الدراسات الإيطالية       |
| الدراسات الأمازيغية      |
| الجغرافيا                |
| التاريخ والحضارة         |
| علم النفس                |
| علم الاجتماع             |

### الإجازات المهنية
تُقدّم كلية الآداب والعلوم الإنسانية بعين الشق تخصصين مهنيين يستقبلان حوالي خمسين طالبًا كل عام:
| تكوينات الإجازة المهنية |
| ----------------------- |
| Métiers du livre        |
| Journalisme et médias   |

### تكوينات الماستر
| اسم المسلك                                        |
| ------------------------------------------------- |
| Linguística y Literatura Hispánicas               |
| Genre, sociétés et cultures                       |
| Organisations et institutions sociales            |
| علم العقائد والأديان في تراث علماء الغرب الإسلامي |
| لسانيات عربية تطبيقية                             |

## روابط خارجية
- الموقع الرسمي لكلية الآداب والعلوم الإنسانية (عين الشق)